# Eutiara
Eutiara is een geslacht van neteldieren uit de  familie van de Pandeidae.

## Soorten
- Eutiara mayeri Bigelow, 1918
- Eutiara russelli Bouillon, 1981